# Monsenhor Celso
Celso Itiberê da Cunha (Paranaguá, 11 de setembro de 1849, Curitiba, 11 de julho de 1930), mais conhecido como Monsenhor Celso, foi um sacerdote católico brasileiro.

## Histórico
Filho do  Dr. João Manuel da Cunha e Dona Maria Lourenço Munhoz, era irmão do músico e diplomata Brasílio Itiberê da Cunha, do poeta e crítico João Itiberê da Cunha, como também tio do compositor Brasílio Itiberê da Cunha Luz. Nasceu no município brasileiro de Paranaguá, no estado do Paraná, às margens do Rio Itiberê, nome incluído por seu pai no registro de nascimento de todos os filhos.  
Estudou em sua cidade natal e aos dezoito anos terminou os preparatórios no Colégio Liceu, administrado por seu pai. Depois cursou Filosofia no Seminário de São Paulo.   

## Sacerdócio

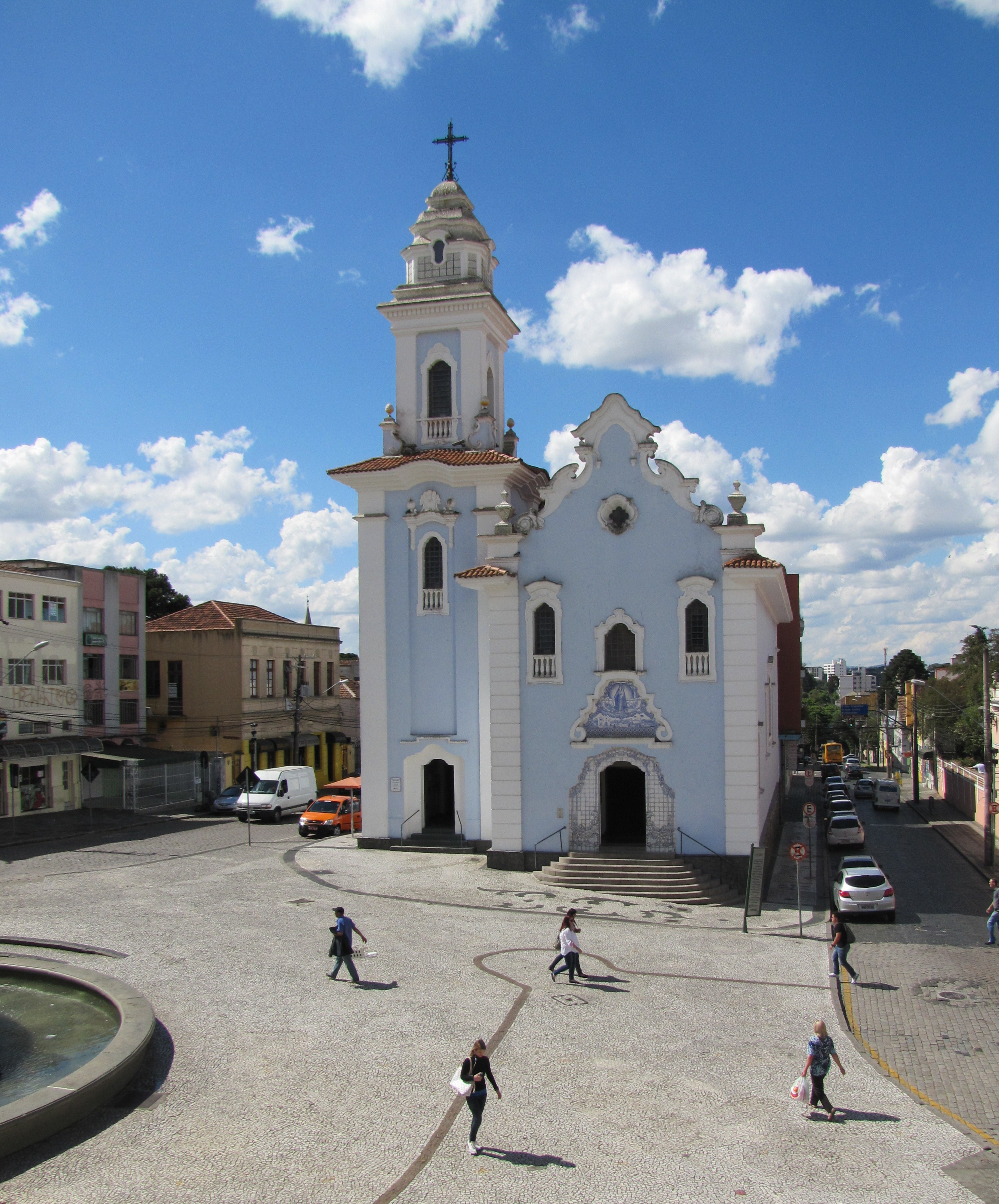
Igreja do Rosário, onde se encontra o túmulo de Monsenhor Celso

Com rapidez admiradora foi ordenado sacerdote pelo bispo de São Paulo, D. Lino Rodrigues de Carvalho, no dia 20 de julho de 1873. No mesmo ano celebrou sua primeira missa na então matriz de Curitiba, atual Catedral, quando foi nomeado vigário de Cerro Azul.  
Desempenhou suas atividades apostólicas com intensa bondade, fundou igrejas e capelas, ajudou materialmente os necessitados das vilas do Rio Ribeira. Por quatro anos atuou em Iguape, no estado de São Paulo, com o objetivo de apaziguar conflitos religiosos e espirituais.  
Em 1897, Monsenhor Celso recebeu o título de Cônego Honorário da Catedral de São Paulo. 
Em 1900 foi nomeado cura da Catedral de Curitiba. Cinco anos depois foi designado como vigário geral da Diocese de Curitiba e, logo em seguida, foi promovido a Cônego Honorário da então Catedral Metropolitana da capital paranaense. 
Muito querido pela comunidade devido às obras em favor dos pobres, rejeitou progressos na carreira eclesiástica para permanecer na localidade que o acolheu. 

## Falecimento e homenagens
Após seu falecimento, ocorrido em 11 de julho de 1930, a administração de Curitiba rebatizou como "Monsenhor Celso" a então "Rua 1° de Março", que se inicia na Praça Tiradentes, defronte à Catedral, estendendo-se até a Praça Carlos Gomes, no coração da cidade. O município de Guarapuava também batizou uma rua e município de Astorga batizou uma escola em sua homenagem.
Em Paranaguá, a residência em que ele morou foi tombada e transformada num centro cultural, denominado "Casa da Cultura Monsenhor Celso."
Seus restos mortais foram transferidos para a Igreja do Rosário, templo por ele idealizado, no Largo da Ordem, Centro Histórico de Curitiba.